# Lathrolestes messae
Lathrolestes messae är en stekelart som beskrevs av Barron 1994. Lathrolestes messae ingår i släktet Lathrolestes och familjen brokparasitsteklar. Inga underarter finns listade i Catalogue of Life.